# Antiblemma odontozona
Antiblemma odontozona är en fjärilsart som beskrevs av George Francis Hampson 1926. Antiblemma odontozona ingår i släktet Antiblemma, och familjen nattflyn. Inga underarter finns listade i Catalogue of Life.